# Tournedos (viande)
Pour les articles homonymes, voir Tournedos.

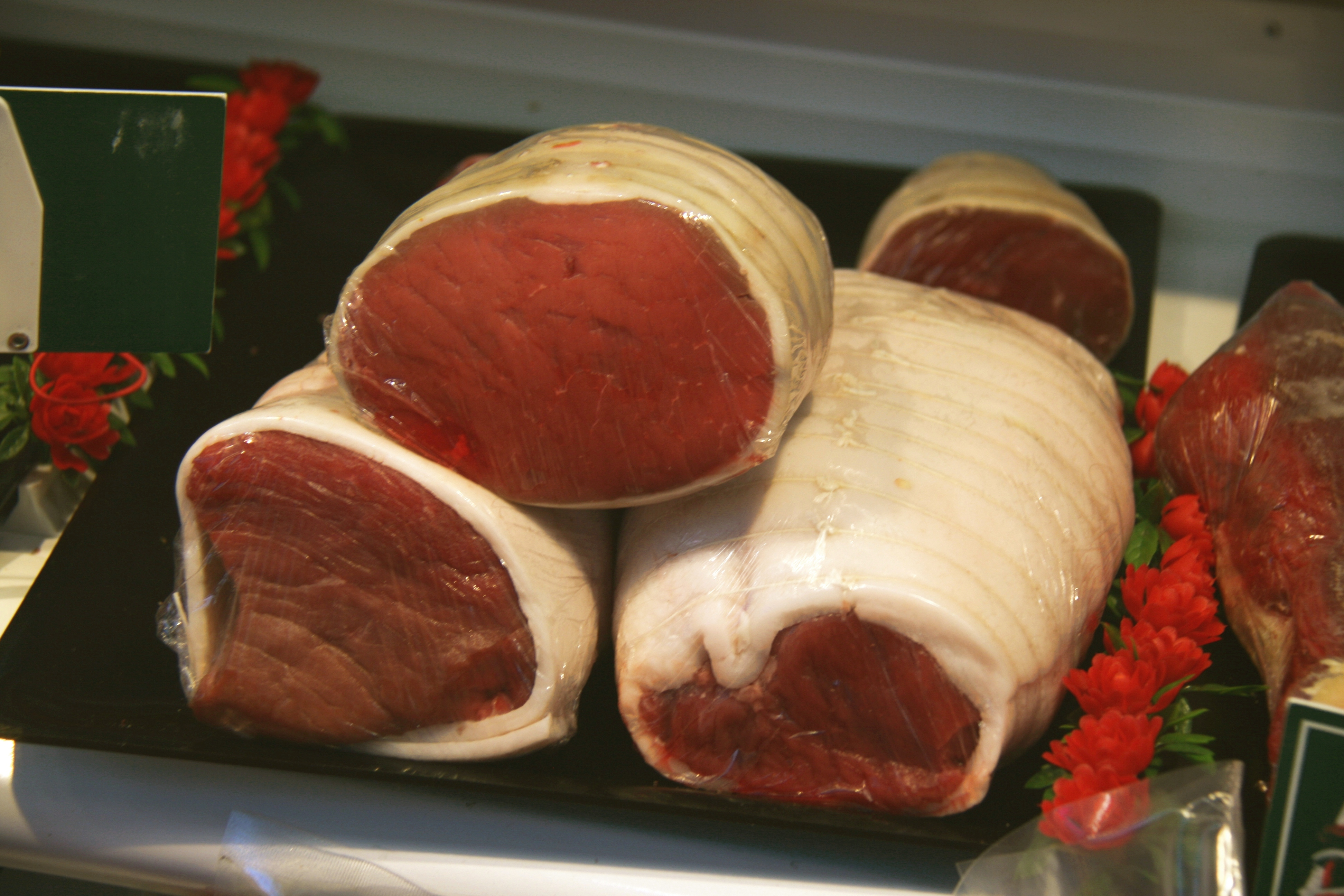
Des filets de bœuf parés pour être tranchés en tournedos.

Un tournedos est une tranche de rôti de bœuf taillé dans le filet et bardée d'une fine tranche de lard. Généralement d'une épaisseur d'un centimètre à un centimètre et demi, le tournedos a un diamètre de dix à douze centimètres, pour un poids approximatif de cent quarante à cent quatre-vingt grammes (au-dessus de ces dimensions, c'est un chateaubriand).
En cuisine, le tournedos est destiné à être grillé (exposé directement à une chaleur vive) ou sauté (cuit à bonne chaleur dans un corps gras) quelques minutes sur ses deux faces. Les apprêts de tournedos sont parmi les plus nombreux de la cuisine gastronomique française, le Guide Culinaire d'Auguste Escoffier propose par exemple pas moins de 95 recettes diverses et variées, la plus connue étant, sans nul doute, celle du tournedos Rossini.

## Historique
Le vocable « tournedos » ou « tourne-dos » désigne à partir du XVIIIe siècle, une manière de présenter sur un étal une denrée, particulièrement le poisson, dont la fraîcheur est douteuse. « Vendre à tourne-dos », c'est donc agencer sa marchandise à l'envers de ce qui se fait habituellement, à dos tourné pour en cacher les défauts.
L'origine de cette appellation spécifique à une tranche de filet de bœuf bardée semble toujours controversée, le chef cuisinier et restaurateur Auguste Escoffier, en 1903, précisant déjà : « Trop de discussions se sont élevées autour de l'origine du tournedos et de son étymologie, sans parvenir à fixer l'une ni à déterminer l'autre pour que nous reprenions le sujet… » L'Académie des gastronomes, en 1962, affirme : « on appela tournedos les bouts de filets de bœuf restés quelques jours à la resserre, et, ce terme ayant été mis par inadvertance sur une carte de restaurant, il aurait été adopté par le public qui en ignorait le sens », le Larousse gastronomique donne une autre version : « … l'origine du tournedos est liée à l'apprêt commandé par Rossini (au foie gras et aux truffes), si surprenant aux yeux du maître d'hôtel de l'époque que celui-ci fit passer le plat « dans le dos » des convives. »

## Boucherie

Positionnement du filet de bœuf (en rouge).

Le filet, partie la plus tendre et la plus maigre du bœuf, est d'abord préparé comme pour un rôti, avec ou sans chaînette, mais la barde de porc entoure complètement la viande et le ficelage régulier est dimensionné en fonction de l'épaisseur des tranches voulue. Cette viande doit être rassise, c'est-à-dire avoir attendu quelques jours au frais pour atteindre sa tendreté maximum.

## Commerce
Dans le commerce, beaucoup de bouchers proposent d'autres pièces de bœuf moins tendres, mais plus économiques, préparées de la même manière (tende de tranche, cœur de rumsteck…) ; elles doivent alors être étiquetées « façon tournedos ».

### Législation
Le taux de bardage, ficelle comprise, pour les portions individuelles de type « tournedos » ne doit pas dépasser 13 % du poids total pour les pièces d'un poids inférieur à 200 grammes et 10 % du poids total pour celles d'un poids supérieur. 
Vu le niveau de qualité du produit commercialisé[précision nécessaire], le type de ficelage exigé doit être un « ficelage arrêté », c'est-à-dire que chaque tour de ficelle a un nœud.

## Cuisine et gastronomie
Les préparations d'un mets avec un tournedos sont très variées : de la grillade au barbecue, grill ou plancha, à la préparation avec foie gras ou moelle, truffe ou morille, accompagné d'un déglaçage au madère monté au beurre ou d'une sauce béarnaise, sans oublier une garniture mêlant le plus souvent plusieurs légumes suivant le rythme des saisons.
Dans la gastronomie française, le tournedos est l'un des fleurons des cartes des restaurants de tradition. La multitude de ses apprêts s'adapte aux productions agricoles locale du moment, et, dans les commerces de la restauration, à la compétence du chef de cuisine et, éventuellement, de sa brigade.

### Cuisson
Que le tournedos soit grillé ou sauté, il convient de savoir précisément pour chaque hôte le niveau de cuisson désiré. La viande peut être servie :
- « bleue », ~ 3 minutes sur chaque face, la viande est presque crue mais chaude à cœur ;
- « saignante », ~ 4 minutes sur chaque face, la viande reste rouge au centre, l'extérieur est juste craquant ;
- « à point », ~ 5 minutes sur chaque face, la viande est saisie jusqu'au centre ;
- « cuite », ~ 6 minutes sur chaque face, la viande au centre n'est plus rouge mais marron sans être sèche.

Ces indications de temps de cuisson peuvent beaucoup varier en fonction de l'épaisseur de la tranche et de la puissance du matériel de cuisson. La dernière indication, « cuite », est une hérésie pour beaucoup, la viande perdant à cette température toutes ses qualités de tendreté.
Si griller un tournedos ne pose pas de problème particulier, le sauter est une opération plus délicate qui comporte plusieurs possibilités. Dans une sauteuse ou une poêle, on met à chauffer un corps gras. Si cela est prévu, y faire dorer très rapidement des croûtons de pain ou de pain de mie sur les deux faces ; égouttés et réservés au chaud, ils serviront de base à la viande. Puis, dans le même plat à sauter, après les avoir salés et poivrés, on saisit la viande à feu très vif sur les deux faces suivant le temps de cuisson désiré avant de les retirer et maintenir au chaud. Si la recette de la sauce utilise les sucs de cuisson, on déglace avec le liquide adéquat (madère, porto, vin blanc ou rouge, fond de veau ou volaille…), et on laisse réduire 4 à 5 minutes en grattant le fond avec une spatule pour bien dissoudre les sucs caramélisés ; certains ajoutent hors du feu des dés de beurre en faisant tourner le récipient ou en mélangeant avec un petit fouet pour lisser la sauce.

### Apprêt
Quelle que soit la recette choisie, il est nécessaire après la cuisson de « réserver » (faire attendre) les tournedos dans un endroit chaud pour que la viande atteigne sa tendreté idéale. Ils sont ensuite « dressés », c'est-à-dire mis sur une assiette chaude et déficelés, disposés sur des croûtons frits si cela est prévu, « garnis » de leurs légumes, « saucés » au besoin (la sauce peut aussi se servir à part) et « envoyés », c'est-à-dire emmenés aux convives sur des plats dont les bords ont été soigneusement essuyés. Si une salade est prévue, elle sera servie séparément pour éviter qu'elle ne cuise dans l'assiette et que son assaisonnement ne dénature la sauce.
Les tournedos peuvent être placés sur des croûtons de pain frits, sur des tranches de brioche poêlées, sur des tartelettes de foie de volaille ou de pomme de terre, sur un fond d'artichaut, sur une tranche de tomate ou d'aubergine grillée, sur une tranche de gros oignons blanchis, sur un appareil à la semoule et aux champignons, sur une croquette de volaille ou de macaroni… chaque « dessous » étant nature ou nappé d'un fond de jus de cuisson, d'un déglaçage ou d'une sauce. La partie supérieure du mets peut également être nappée de la même façon et recevoir une tranche de foie gras poêlé au beurre, des lames de moelle pochée, une escalope de ris de veau, des rognons de coq, une petite quenelle de volaille, de la truffe en lamelle ou râpée, un champignon farci, une petite tomate à la provençale, une croquette de pointes d'asperges, un subric d'épinards, un œuf frit, une concassée d'olive et d'anchois, un beurre maître d'hôtel ou une simple palmette d'estragon blanchi.
Les sauces d'accompagnement ne sont pas obligatoires, mais elles permettent à un cuisinier d'exprimer tout son talent, un grand chef se reconnaissant par ses sauces et non par ses viandes. Les déglaçages, fonds de déglaçage, glaces de viande, demi-glaces, jus de veau, sauces béarnaise, choron, mornay, bordelaise (au vin blanc ou au vin rouge), périgueux, provençale, chateaubriand, chasseur, chevreuil, madère, poivrade se conjuguent en de multiples variations où l'imagination des chefs se montre sans limite. 
Les garnitures entourant les tournedos sont tout aussi variées et diverses : pommes de terre sous toutes leurs formes, asperges ou artichauts, haricots verts ou petit pois, juliennes de champignons et de truffes, croquettes de riz au safran ou croquettes frites de nouilles fraîches au jambon, purée de lentilles corail ou fonds d'artichauts, bouquets de cresson et pommes pailles ou simplement salade de feuilles de chêne ou de roquette.